# Anja Tepeš
Anja Tepeš (* 27. Februar 1991 in Ljubljana) ist eine ehemalige slowenische Skispringerin.

## Biografie
Die Tochter des bekannten Skispringers und heutigen Skisprungfunktionärs Miran Tepeš und Schwester des ebenfalls springenden Jurij Tepeš begann mit fünf Jahren mit dem Skispringen. 2003 wurde sie ins Nationalteam berufen und begann mit einigen FIS-Springen, bevor sie am 16. Januar 2005 im Alter von 14 Jahren ihr Debüt im Skisprung-Continental-Cup gab. Dabei erreichte sie in Planica auf Anhieb den 16. Platz. Bei der Junioren-Weltmeisterschaft 2006 in Kranj sprang sie auf den 21. Platz. Am 14. Januar 2007 gelang ihr in Villach erstmals der Sprung unter die besten zehn. Drei Wochen später erreichte sie mit dem vierten Platz in Saalfelden ihr bislang bestes Einzelresultat. Die Saison 2006/07 beendet sie auf dem 16. Platz in der Continental-Cup-Gesamtwertung.
Bei den Slowenischen Meisterschaften im Skispringen 2009 erreichte sie im Einzel den 5. Platz. Am 17. März 2013 stürzte Tepeš in Oslo schwer.
Nachdem sie im Winter in Sapporo ihr Comeback gegeben hatte, zog sie sich beim Training in Planica erneut einen Kreuzbandriss zu.
Im September 2015 gab Tepeš ihr Karriereende im aktiven Skisprungsport bekannt, nachdem sie in den vorherigen Jahren verschiedene Verletzungen zurückgeworfen hatten.
Momentan ist sie für die Ausrüstungskontrolle bei den Wettkämpfen der Frauen im Alpencup verantwortlich.

## Statistik

### Weltcup-Platzierungen
| Saison  | Platz | Punkte |
| ------- | ----- | ------ |
| 2012/13 | 17.   | 223    |
| 2013/14 | 48.   | 023    |